# Litmanová
Litmanová é um município da Eslováquia, situado no distrito de Stará Ľubovňa, na região de Prešov. Tem 17,92 km² de área e sua população em 2018 foi estimada em 633 habitantes.

## Demografia
| Ano:        | 1994 | 2004   | 2014   | 2024   |
| ----------- | ---- | ------ | ------ | ------ |
| Broj ljudi: | 648  | 629    | 646    | 617    |
| Razlika:    |      | -2,93% | +2,70% | -4,48% |

| Ano:               | 2023 | 2024   |
| ------------------ | ---- | ------ |
| Número de pessoas: | 623  | 617    |
| Diferença:         |      | -0,96% |